# Komitàs
Soghomon Soghomonian, ordenat i comunament conegut com a Komitàs  (armeni: Կոմիտաս;  26 de setembre de 1869 - 22 d'octubre de 1935), va ser un sacerdot, musicòleg, compositor, arranjador, cantant i director de cor otomà-armeni, considerat el fundador de l'⁣escola nacional de música armènia. És reconegut com un dels pioners de l'etnomusicologia.
Orfe de ben jove, Komitàs va ser portat a Edjmiatsín, el centre religiós d'Armènia, on va rebre educació al Seminari Gevorgià. Després de la seva ordenació com a vardapet (sacerdot cèlibe) el 1895, va estudiar música a la Universitat Frederick William de Berlín. A partir d'aleshores, "va utilitzar la seva formació occidental per construir una tradició nacional". Va recopilar i transcriure més de 3.000 peces de música popular armènia, més de la meitat de les quals es van perdre posteriorment i només se'n conserven unes 1.200. A més de les cançons populars armènies, també va mostrar interès per altres cultures i el 1903 va publicar la primera col·lecció de cançons populars kurdes titulada Melodies kurdes. El seu cor va presentar música armènia a moltes ciutats europees, guanyant-se els elogis de Claude Debussy, entre d'altres. Komitàs es va establir a Constantinoble el 1910 per escapar dels maltractaments dels clergues ultraconservadors d'Edjmiatsín i per introduir la música popular armènia a un públic més ampli. Va ser àmpliament acollit per les comunitats armènies, mentre que Arshag Chobanian el va anomenar el "salvador de la música armènia".
Durant el genocidi armeni —juntament amb centenars d'altres intel·lectuals armenis—, Komitàs va ser arrestat i deportat a un camp de presoners l'abril de 1915 pel govern otomà. Aviat va ser alliberat en circumstàncies poc clares i, després d'haver presenciat la crueltat indiscriminada i les massacres implacables d'altres armenis per part dels turcs otomans, Komitàs va patir una crisi mental i va desenvolupar un cas greu de trastorn d'estrès posttraumàtic (TEPT). L'ambient hostil generalitzat a Constantinoble i els informes de marxes de la mort i massacres armenis a gran escala que el van afectar van empitjorar encara més el seu fràgil estat mental. Primer va ser ingressat en un hospital operat per l'exèrcit turc fins al 1919 i després va ser traslladat a hospitals psiquiàtrics de París, on va passar els darrers anys de la seva vida en agonia. Komitàs és àmpliament considerat com un màrtir del genocidi i ha estat representat com un dels principals símbols del genocidi armeni en l'art. La col·lecció d'obres del compositor Komitàs Vardapet està inclosa al Registre de la Memòria del Món de la UNESCO.

## Biografia

### Infància (1869–81)
Komitàs va néixer com a Soghomon Soghomonian a Kütahya, Hüdavendigâr (Bursa) Vilayet, Imperi Otomà, el 26 de setembre (8 d'octubre al nou estil) de 1869, de pares armenis Kevork i Takuhi. Segons els seus esbossos autobiogràfics, els avantpassats dels seus pares es van traslladar a l'oest d'Anatòlia des del poble de Tsghna, a la província de Goghtn, a Nakhichevan, a principis de segle. La seva família només parlava turc a causa de les restriccions del govern otomà. Soghomon era l’únic fill del matrimoni. Va ser batejat tres dies després de néixer. La seva mare, originària de Bursa, tenia setze anys en el moment del part. Les persones que la van conèixer la descrivien com una dona melancòlica, mentre que el seu pare era una persona alegre; però tots dos estaven interessats en la música. Ella va morir el març del 1870, només sis mesos després de donar-lo a llum. La seva mort li va deixar una profunda empremta, i els seus primers poemes li estaven dedicats. A partir de llavors, segons diferents fonts, o bé la cunyada del seu pare o bé la seva àvia paterna, Mariam, es van fer càrrec d’ell.
L’any 1880, quatre anys després d’haver acabat l’escola primària a Kütahya, el pare deoghomon el va enviar a Bursa per continuar els estudis. És possible que s’hi allotgés amb els avis materns, que vivien a la ciutat. Quatre mesos més tard, però, el van fer tornar a Kütahya arran de la mort del seu pare, que s’havia convertit en alcohòlic. Tot i que Soghomon va ser adoptat pel seu oncle patern Harutyun, la seva “estructura familiar i social s’havia ensorrat”. Un amic d’infància el va descriure com “pràcticament sense llar”. Estava completament privat de la cura paterna i havia estat “posat en unes circumstàncies que el feien vulnerable a la malaltia mental que patiria més endavant”.

### Edjmiatsín (1881–95)
La seva vida va fer un gir radical a la tardor de 1881. Al setembre, Soghomon, de dotze anys, va ser portat a Edjmiatsín per Kevork Vartabed Tertsagyan, el bisbe armeni local, a qui la Santa Seu d'Edjmiatsín li va demanar que trobés un nen orfe amb bona veu per cantar per ser matriculat al prestigiós Seminari Gevorgià. L'1 d'octubre de 1881, Komitàs va ser presentat al Catolicós Gevorg IV, que estava decebut per la seva manca de coneixement de l'armeni, però estava tan impressionat pel seu talent per cantar que sovint demanava a Komitàs que cantés per als visitants. Després d'una infància desafortunada, Komitàs va trobar "estabilitat emocional i intel·lectual" al seminari.
Entre 1881 i 1910, Komitàs va estar principalment establert a Edjmiatsín, tot i que va passar un bon temps a Europa. Durant el seu primer any al seminari, Komitàs va aprendre el sistema de notació musical armèni (khaz) basat en neumes antics desenvolupats a principis del segle XIX per Hampartsoum Limondjian i els seus estudiants. Gradualment, va descobrir una gran passió per la música i va començar a escriure cançons cantades pels vilatans armenis prop d'Edjmiatsín, que l'anomenaven afectuosament "Notaji Vardapet", que significa "el sacerdot que pren notes".
A principis de la dècada de 1890, Komitas va fer els seus primers intents d'escriure música per als poemes de Khachatur Abovian, Hovhannes Hovhannisyan, Avetik Isahakyan (el seu company de classe més jove) i altres. El 1891, la revista Ararat (el diari oficial de la Santa Seu) va publicar el seu "Himne Nacional" (Ազգային Օրհներգ, lletra de l'estudiant de seminari A. Tashjian) per a cors polifònics. Va acabar el seminari el 1893, es va convertir en professor de música i va ser nomenat director de cor de la catedral d'Edjmiatsín, l'església mare d'Armènia.
La seva primera influència principal va ser Kristapor Kara-Murza, que només va ensenyar al seminari un any, el 1892. Kara-Murza va compondre i organitzar interpretacions de música europea per a escolars a diverses zones poblades per armenis amb finalitats educatives. I, tot i que Komitas criticava les seves obres per no ser autènticament armènies, Kara-Murza va ser qui li va ensenyar l’estructura coral polifònica sobre la qual Komitas bastí els seus èxits musicals.
El 1894, Soghomon va ser ordenat hieromonjo (կուսակրոն աբեղա) i va rebre el nom del poeta i músic del segle VII Catolicós Komitàs. El febrer de 1895, va ser ordenat vardapet (sacerdot cèlibe) i, a partir de llavors, fou conegut com a Komitàs Vardapet. Aquell mateix any, va finalitzar la seva primera recopilació de música folklòrica transcrita, Les cançons d'Agn (Շար Ակնա ժողովրդական երգերի), que incloïa 25 peces entre cançons d’amor, melodies de casament, bressols i danses. Va ser rebutjada per una facció reaccionària i ultraconservadora del clergat d’Edjmiatsín, que va assetjar Komitàs i es referia a ell amb sarcasme com “el sacerdot que canta cançons d’amor”. Es van escampar rumors sobre una suposada conducta sexual inapropiada, cosa que va portar Komitàs a experimentar una crisi d'identitat.

### Tbilisi i Berlín (1895–1899)

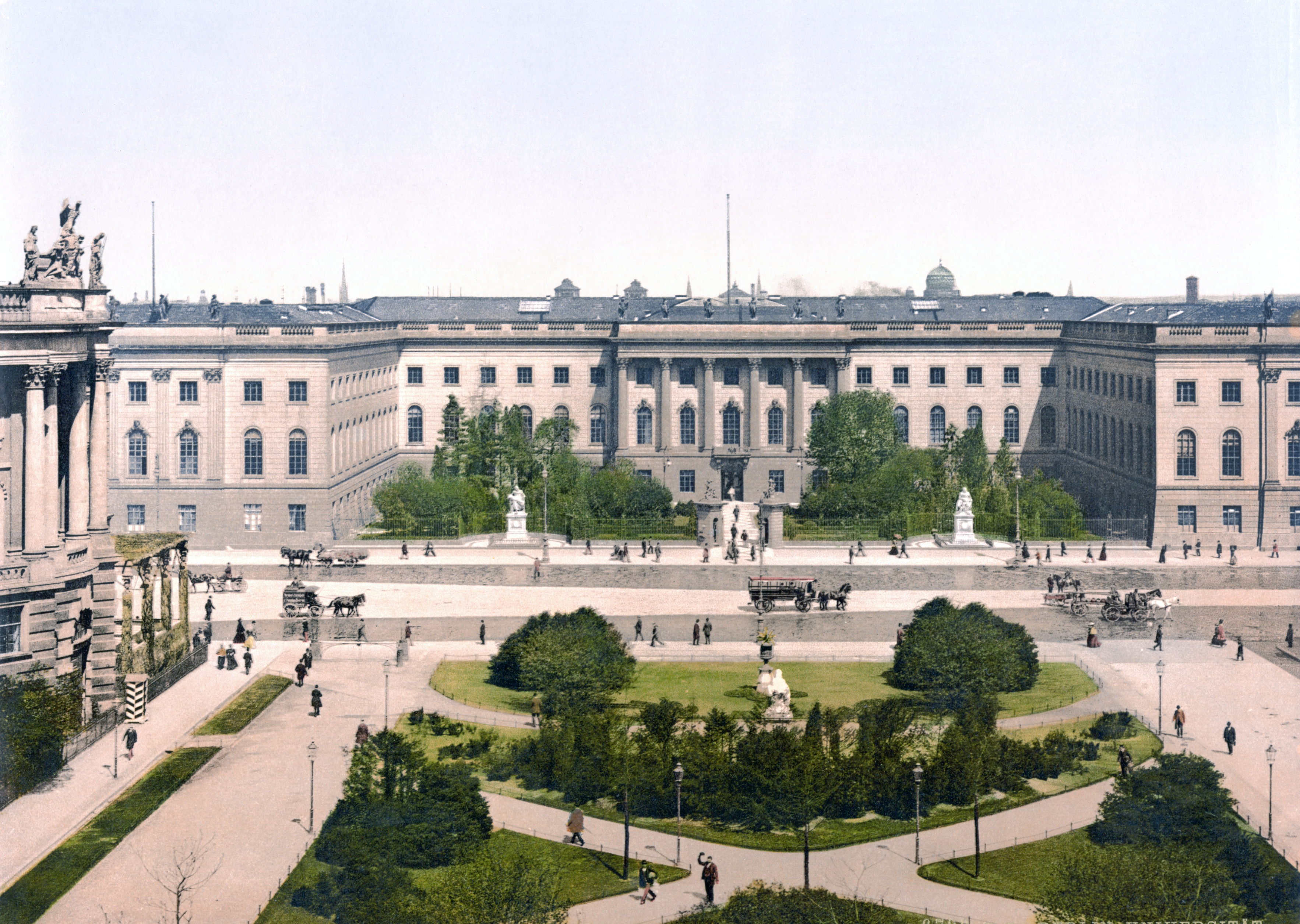
Universitat Frederick William, c. 1900

L'octubre de 1895, Komitàs va deixar Edjmiatsín i es va traslladar a Tbilisi per estudiar harmonia amb el compositor Makar Yekmalyan, autor de la versió polifònica més difosa de la litúrgia armènia i un dels mestres que més influïren Komitàs. En aquell moment, Tbilisi era l’opció més adequada per a ell, ja que era relativament propera a les terres armènies i disposava d’un rectorat on podia allotjar-se. Els sis mesos que Komitàs va passar amb Yekmalyan van aprofundir el seu coneixement dels principis harmònics europeus i van posar les bases per a la seva futura formació en conservatoris d’Europa. Mentre es preparava per als exàmens d’ingrés, el ric explorador de petroli armeni Alexander Mantashev va acceptar pagar-li 1.800 rublos russos per cobrir tres anys de matrícula, a petició del catolicós Mkrtich Khrimian.
Komitàs va arribar a Berlín a principis de juny de 1896 sense haver estat acceptat per cap universitat. Un grup d’amics armenis el va ajudar a trobar un apartament. Inicialment, va prendre classes particulars amb Richard Schmidt durant alguns mesos. Més endavant, va ser admès a la prestigiosa Universitat Frederick William. Un cop pagats el lloguer i els subministraments, li quedaven pocs diners del que havia aportat Mantashev, de manera que Komitàs va reduir els àpats al mínim, menjant només una vegada al dia o fins i tot saltant-se menjars. Tanmateix, això no va afectar la seva dedicació als estudis, i va aprofitar plenament els coneixements dels seus professors alemanys, tots ells molt erudits. Entre ells hi havia l’especialista en música folklòrica dels segles XVIII i XIX Heinrich Bellermann, Max Friedlaender i Oskar Fleischer. El maig de 1899, Fleischer va fundar la secció berlinesa de la Societat Internacional de Música (Internationalen Musikgesellschaft), de la qual Komitàs es va convertir en un membre actiu. Hi va fer conferències sobre la música folklòrica armènia i suggerí que aquesta tenia orígens anteriors al cristianisme, en temps pagans. Els seus estudis a la universitat es van acabar el juliol de 1899.

### Període principal de treball (1899–1910)
Quan va tornar a Edjmiatsín el setembre de 1899, Komitàs va reprendre la docència i la composició. Va formar i dirigir un gran cor polifònic basat en els coneixements que havia adquirit. Fins al 1906, va ser el director del cor del Seminari Gevorgià. Durant aquest període va completar «la major part dels treballs teòrics i de recerca que li van assegurar un lloc entre els pioners de l’etnomusicologia». Komitàs passava els estius al camp armeni, establint una relació única amb els vilatans. Així, es va encarregar de la tasca acadèmica de transcriure i preservar les cançons rurals armènies. La tardor de 1903, després de tres anys de recopilació i transcripció, Komitàs va publicar una col·lecció de 50 cançons populars titulada Mil i una cançons (Հազար ու մի խաղ). El lletrista Manuk Abeghian el va ajudar a compilar les peces populars. La mateixa col·lecció es va reeditar el 1904, i el 1905 es van publicar 50 cançons més.

### Constantinoble (1910–1915)

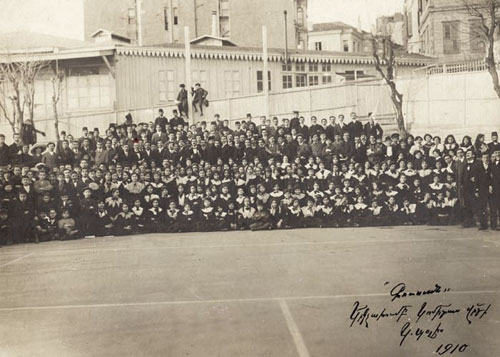
El cor «Gusan» de Komitàs el 1910

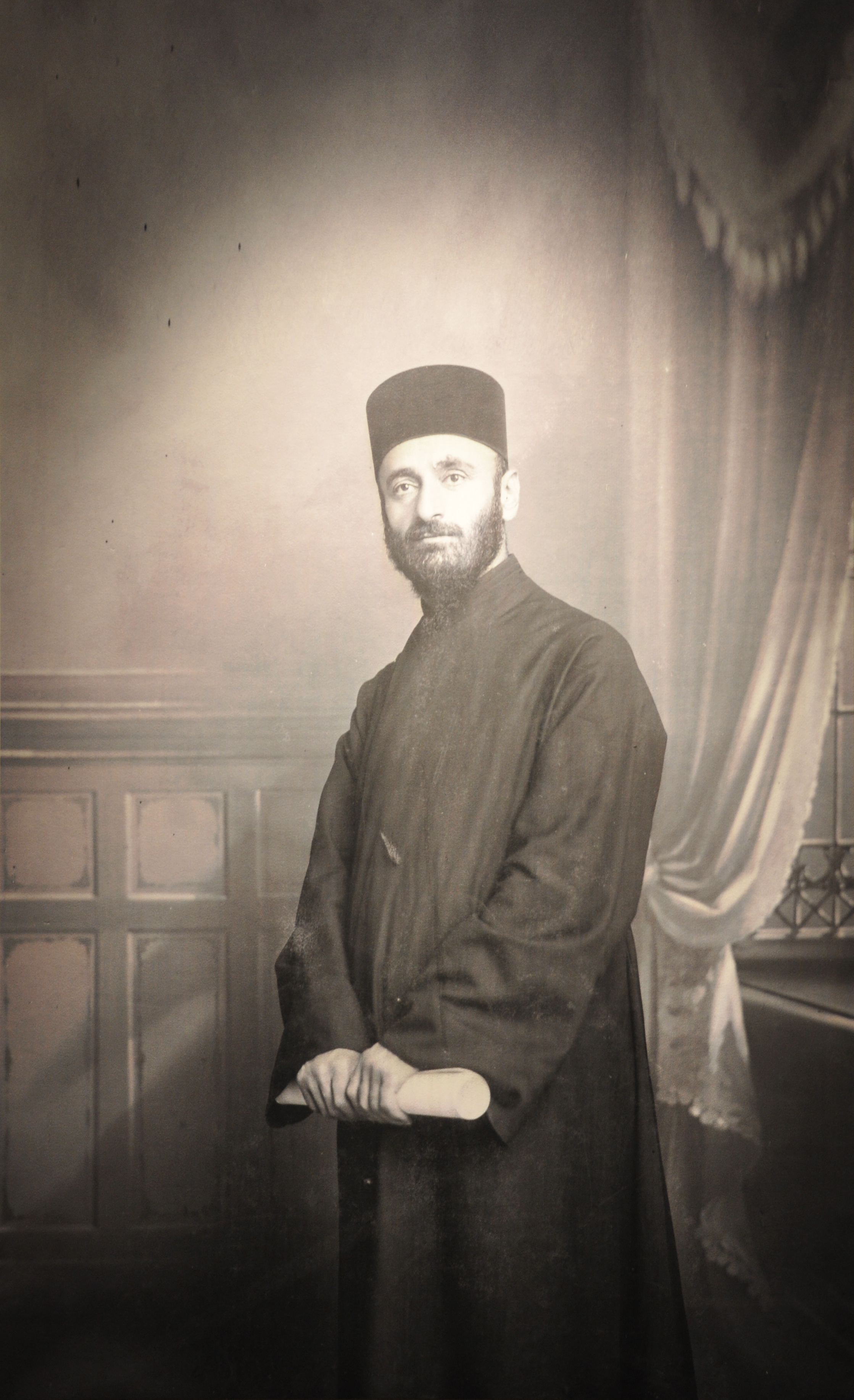
Komitàs al Caire el 1911

«Amb la intenció d’acostar la música armènia a un públic més ampli», Komitàs es va traslladar a Constantinoble (l’actual Istanbul), la capital imperial otomana, l’any 1910. «Allà va formar un grup d’estudiants en la melodia armènia i va crear un cor que va fer gires per les comunitats armènies oferint interpretacions de composicions populars que Komitàs havia arranjat per a cor de quatre veus.» Va fundar el cor Gusan (Hay gusan des del 1912), format per desenes de músics. Amb l’objectiu de formar músics professionals, va ensenyar musicologia a Barsegh Kanachyan, Mihran Tumacan, Vagharshak Srvandztian i altres.

### Deportació i darrers anys (1915–1935)
El 24 d’abril de 1915, data en què es considera que va començar oficialment el genocidi armeni, Komitàs va ser arrestat i, l’endemà, pujat a un tren juntament amb 180 destacats armenis més i deportat cap a la ciutat de Çankırı, al nord de l’Anatòlia Central, a una distància d’uns 480 km. El poeta nacionalista turc Mehmet Emin Yurdakul, l’escriptora Halide Edip i l’ambaixador dels Estats Units Henry Morgenthau van intercedir davant del govern, i per ordre especial de Talat Paixà, Komitàs va ser retornat a la capital juntament amb vuit armenis més que també havien estat deportats. L’obra Armenian Golgotha de Grigoris Balakian ofereix detalls sobre la seva deportació, durant la qual Komitàs va patir enormement i va desenvolupar una neurosi traumàtica. En un passatge, Balakian explica com:
| « | Com més ens allunyàvem de la civilització, més turmentades estaven les nostres ànimes i més el nostre esperit es veia dominat per la por. Ens semblava veure bandolers darrere de cada roca; les hamaques o bressols penjats de cada arbre ens semblaven cordes de forca. L’expert en cançons armènies, l’inigualable arquimandrita pare Komitàs, que viatjava al nostre vagó, semblava mentalment inestable. Es pensava que els arbres eren bandits que ens atacaven i es passava el temps amagant el cap sota la vora del meu abric, com una perdiu espantada. Em suplicava que li digués una benedicció [«El Salvador»] amb l’esperança que això el calmés. | » |

La tardor de 1916, Komitàs va ser ingressat en un hospital de Constantinoble, l’Hôpital de la Paix, i el 1919 va ser traslladat a París, on va morir el 1935 en una clínica psiquiàtrica a Villejuif. L’any següent, les seves cendres van ser traslladades a Yerevan i enterrades al Panteó de Komitàs, que porta el seu nom.

## Llegat

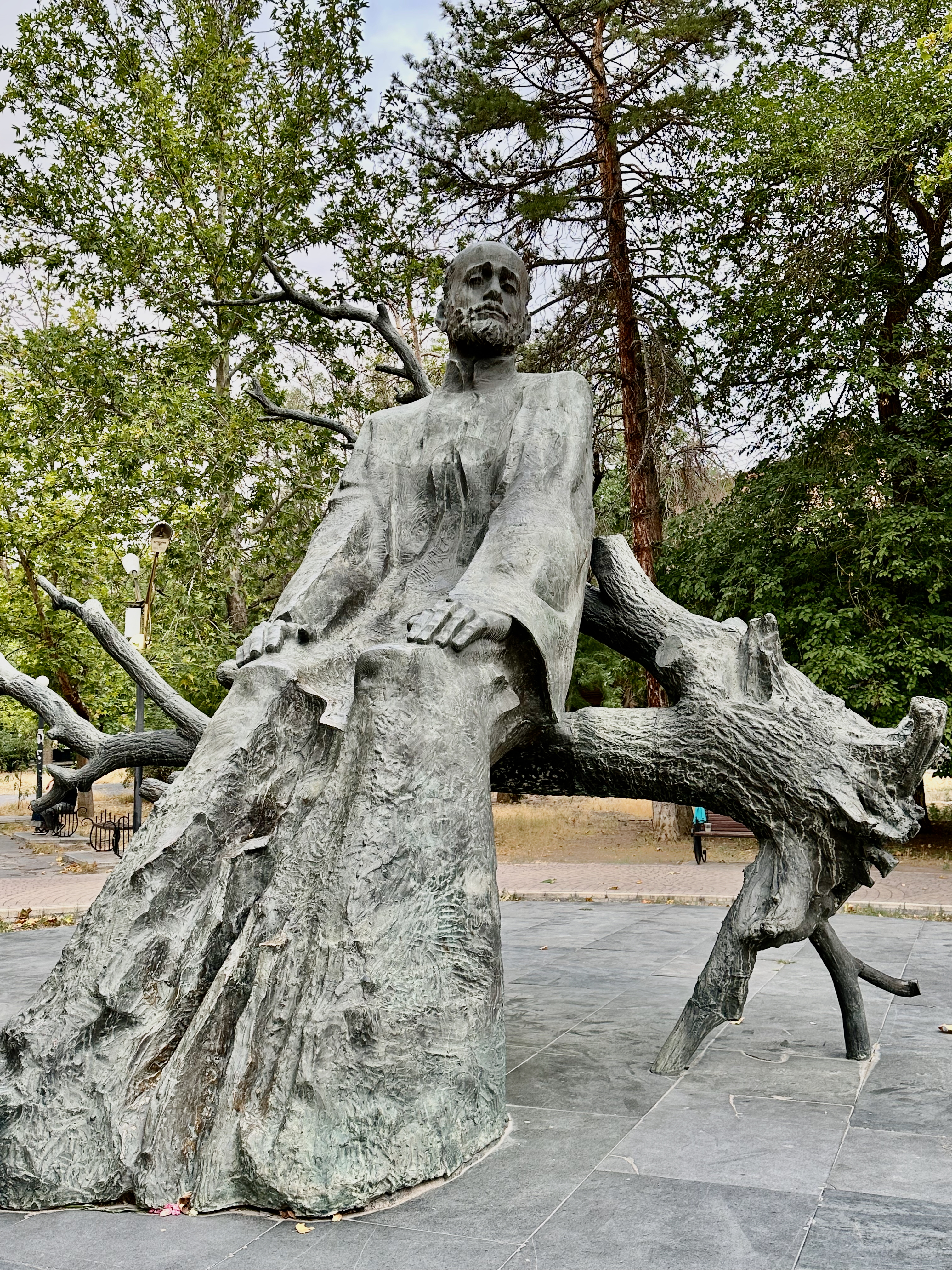
Estàtua de Komitàs a Yerevan

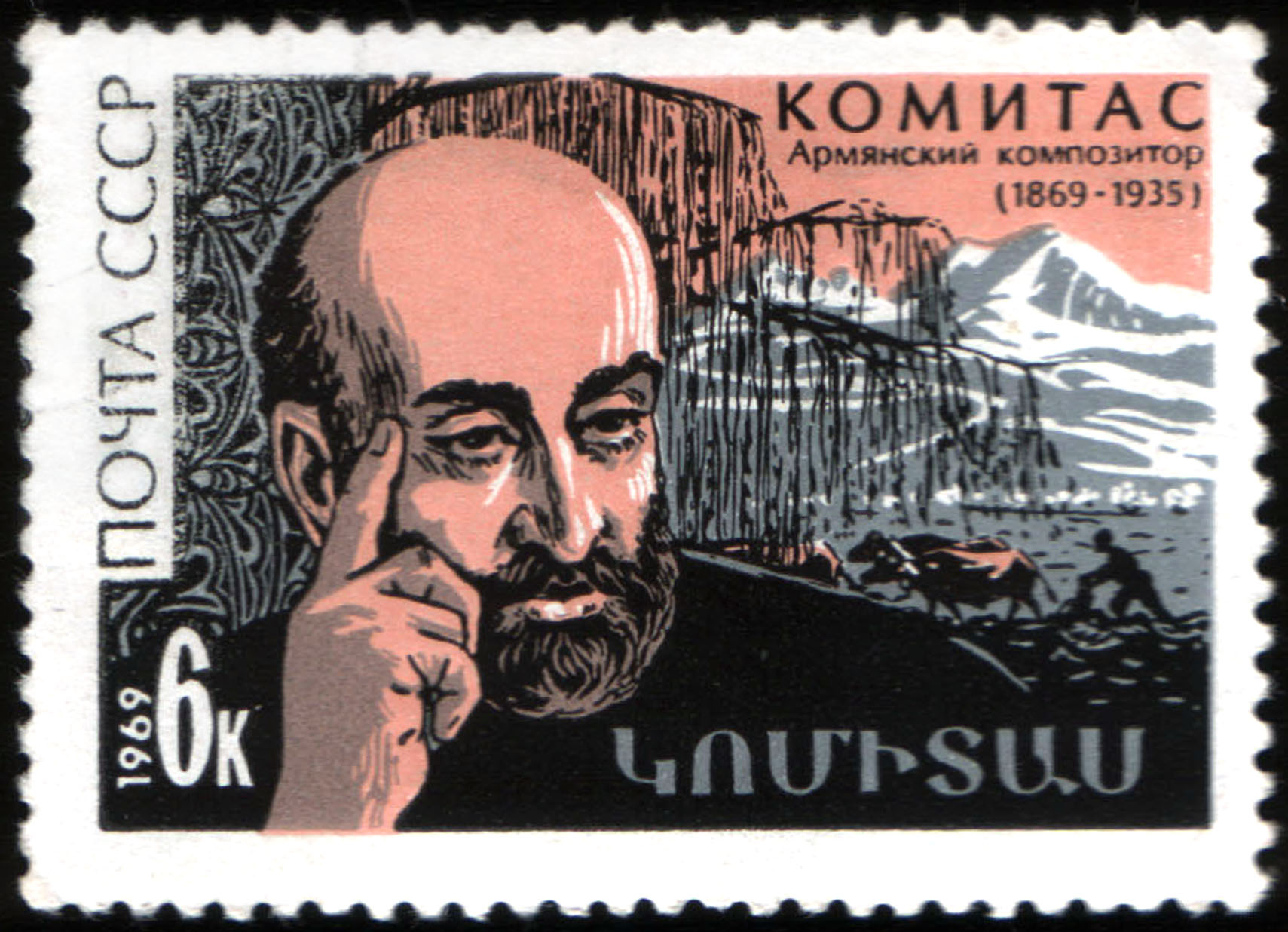
Komitàs en un segell de la Unió Soviètica de 1969

Durant la dècada de 1950, els seus manuscrits també van ser traslladats de París a Yerevan.
Badarak va ser imprès per primera vegada el 1933 a París i enregistrat per primer cop en format digital el 1988 a Yerevan. En recollir i publicar tantes cançons populars, va salvar el patrimoni cultural de l’Armènia Occidental, que hauria desaparegut a causa del genocidi. Les seves obres han estat publicades a Armènia en una edició completament anotada a càrrec de Robert Atayan. Recentment, nou cançons sobre poesia alemanya escrites durant la seva estada a Berlín han estat recuperades dels arxius de Yerevan i interpretades per la soprano Hasmik Papian.
El Conservatori Estatal Komitàs de Yerevan porta el nom de Komitàs. També existeix un reconegut Quartet Komitàs que n’honora la memòria.
El 6 de juliol de 2008, amb motiu de la celebració del 400è aniversari de la Ciutat de Quebec, es va inaugurar un bust de bronze de Komitàs prop de l’Assemblea Nacional del Quebec (legislatura provincial, al carrer Auteuil), en reconeixement a la seva gran contribució a la música en general i, en particular, a la música popular i litúrgica armènia. Anteriorment, el 1981, s’havia erigit una estàtua de granit i bronze de Komitàs a Detroit, en honor al gran compositor i com a recordatori de la tragèdia del genocidi armeni.

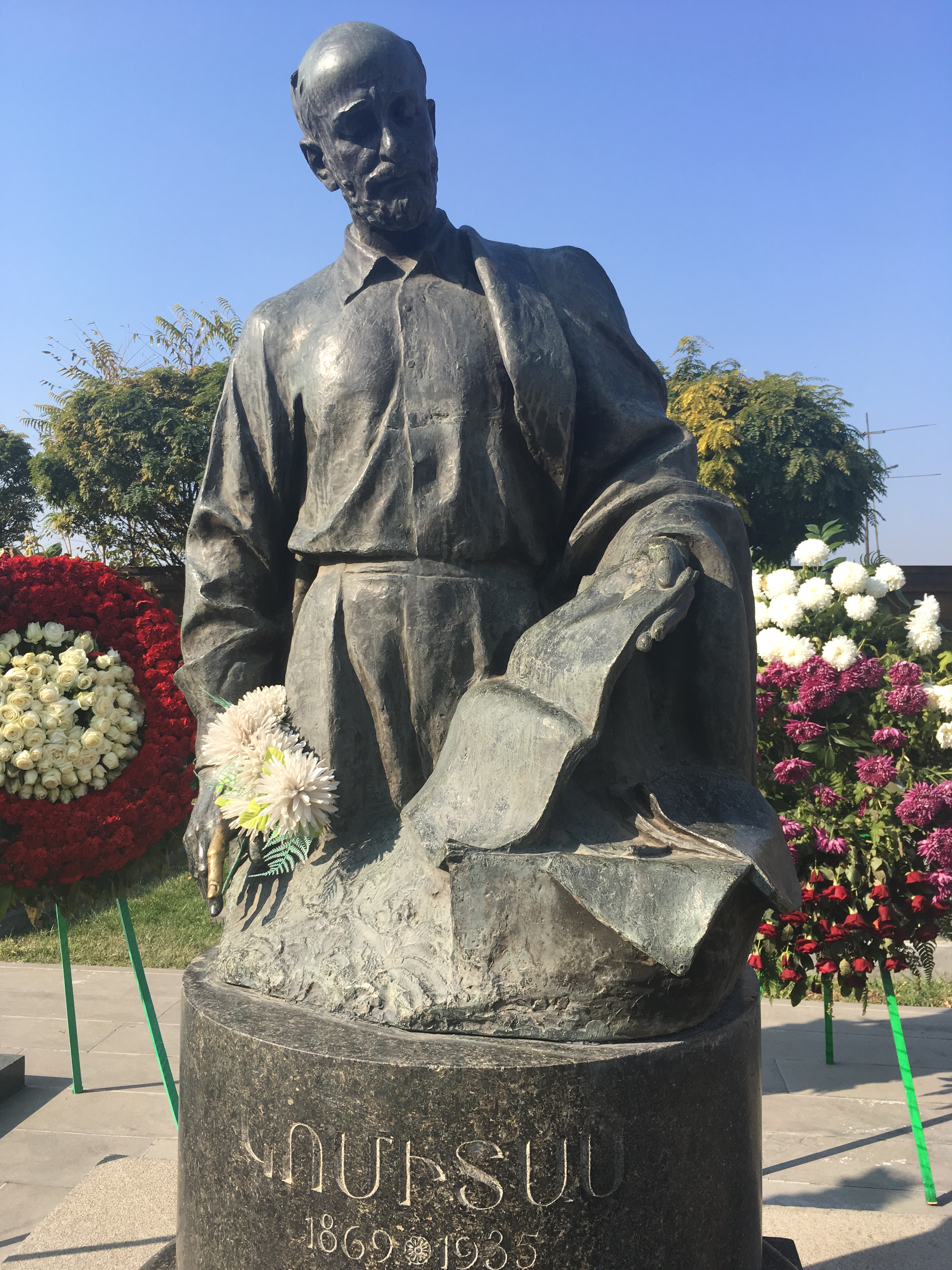
Làpida de Komitàs al Panteó de Komitàs de Yerevan

El setembre de 2008 es va publicar el CD Gomidas Songs, interpretat per Isabel Bayrakdarian i acompanyat pels Chamber Players de la Filharmònica d’Armènia i pel pianista Serouj Kradjian, sota el segell Nonesuch. Aquest disc va ser nominat a un Premi Grammy en la categoria de millor enregistrament vocal. A l’octubre de 2008, Bayrakdarian va fer una gran gira per Amèrica del Nord centrada en la música de Komitàs, amb concerts a Toronto, San Francisco, Orange County, Los Angeles, Vancouver, Boston i al Carnegie Hall de Nova York. La van acompanyar l’Orquestra de Cambra de Manitoba dirigida per Anne Manson, i el pianista Serouj Kradjian. La Remembrance Tour estava dedicada a les víctimes de tots els genocidis i comptava amb el patrocini de l’Institut Internacional d’Estudis sobre el Genocidi i els Drets Humans (una divisió de l’Institut Zoryan).
Les obres completes per a piano de Komitàs van ser enregistrades per Şahan Arzruni el 2010 sota el segell Kalan Müzik, i continuen sent considerades la interpretació definitiva d’aquestes composicions. Entre altres intèrprets destacats de la seva música hi ha Evgeny Kissin i Grigory Sokolov.
Des de 2018, la imatge de Komitàs apareix al bitllet de 10.000 dram armenis.

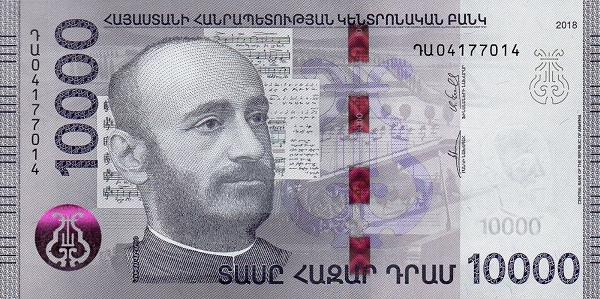
Komitas al bitllet de 10.000 dram de 2018

El 2019, l’Ensemble Gurdjieff va debutar a Nova York amb una interpretació de cançons populars de Komitàs amb instruments tradicionals.
Intèrprets contemporanis com Rewşan Çeliker i Pervin Chakar reinterpreten i difonen les obres recopilades per Komitàs, assegurant-ne la vigència i difusió.